# Panorama lui Braun
Panorama lui Braun a reprezentat un obiectiv cu funcții de divertisment situat orașul București în secolul XIX și la începutul secolului XX, compus dintr-un muzeu al figurilor de ceară și unul cu diorame. Locația, care aparținea antreprenorului Braun (celebru „anterprenor de panorămi, panopticumuri și menajerii”), a fost binecunoscută în epocă atât de către bucureșteni cât și de provinciali și a avut o mare căutare, fiind unul dintre punctele de senzație ale Capitalei.
Zona figurilor de ceară expunea personaje istorice ilustre, iar cea a dioramelor, în general peisaje exotice care se puteau contempla printr-un ochi de sticlă cu proprietăți optice măritoare.
Panorama, unde se puteau vedea „toate minunățiile pământului”,  a fost localizată inițial peste drum de poarta  Cișmigiului pe „Maidanul lui Duca” într-o baracă de scânduri și ulterior în Târgul Moșilor, în anul 1911 având în târg alături, o țuicărie. În 1896 intrarea costa 50 de bani.
Istoricul Constantin Kirițescu a scris că la panoramă puteau fi văzute printre personaje:
„Cleopatra, potrivindu-și la sân năpârca asasină; pe Osman Pașa rănit predându-și sabia domnitorului Carol după căderea Plevnei; pe țarul Alexandru II al Rusiei trăgând să moară în atentatul nihiliștilor; pe generalul Boulanger în culmea gloriei și, alături, pe același general dându-și sfârșitul pe mormântul iubitei sale; pe arhiducele Rudolf al Austriei expiind alături de Maria Vecera; pe Sandi Carnot, președintele Franței, în momentul asasinării lui de către anarhistul Caserio.”
Printre personaje s-au aflat de asemenea Stefan Stambolov⁠(en)[traduceți] (ilustrat în momentul asasinării), Barbara Ubrich, un spahiu și un soldat german. Prin ocheane se puteau vedea scene precum cele ale luptelor de la Grivița, de la asediul cetății Sevastopol, din timpul asediului Moscovei de către Napoleon, sau vederi din Neapole.